# Karl-Heinz Metzner
Pour les articles homonymes, voir Metzner.
Karl-Heinz Metzner (9 janvier 1923 à Cassel – 25 octobre 1994) est un footballeur international allemand ayant gagné la Coupe du monde de football 1954 et évoluant dans le club de Cassel.